# National Bank of Canada
National Bank of Canada (Banque Nationale du Canada) er en candisk bank med hovedkvarter i Montreal. De har 2,4 mio. kunder ca. 26.000 ansatte.